# Morpho pitardi
Morpho pitardi är en fjärilsart som beskrevs av Le Moult 1933. Morpho pitardi ingår i släktet Morpho och familjen praktfjärilar. Inga underarter finns listade i Catalogue of Life.